# Varnai járás

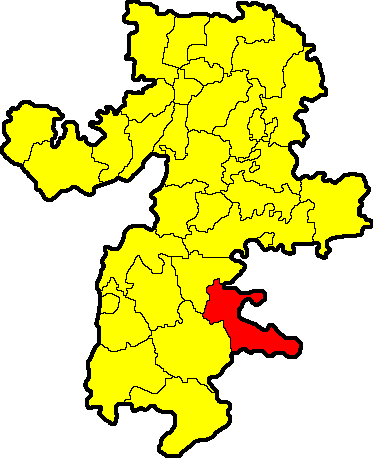
A Varnai járás a Cseljabinszki területen

A Varnai járás (oroszul Варненский район) Oroszország egyik járása a Cseljabinszki területen. Székhelye Varna.

## Népesség
- 1989-ben 30 773 lakosa volt.
- 2002-ben 30 802 lakosa volt, melyből 21 845 orosz, 2890 tatár, 2281 kazah, 1328 ukrán, 842 mordvin, 350 fehérorosz, 292 baskír, 275 német, 108 csuvas stb.
- 2010-ben 27 357 lakosa volt, melyből 20 168 orosz, 2367 tatár, 1901 kazah, 844 ukrán, 520 mordvin, 271 baskír, 238 fehérorosz, 194 német stb.